# Crkva Uznesenja BDM na Stupu
Crkva Uznesenja BDM je rimokatolička crkva na Stupu, Nikole Šopa 50. 

## Povijest
Podignuta je na mjestu stare marijanske tradicije na Stupu. 1710. je godine prvi put uspostavljena župa s Gospinom kapelicom, a župa je nosila ime Sarajevsko Polje. Ime je zadržala do 1744. kad je postala podružnicom župe u Sarajevu. Vojnici generala Filipovića su 1878. nakon oslobađanja Sarajeva i pobjede na Osmanlijama došli na Stup zahvaliti Gospi za pobjedu.
Oslobađanjem BiH od osmanske vlasti 1878. ponovno je uspostavljena redovita crkvena hijerarhija u BiH. Dekretom prvog vrhbosanskog nadbiskupa Josipa Stadlera od 12. listopada 1890. godine. uspostavljena je župa Sarajevsko Polje imena Marije pomoćnice kršćana, s patronima Velike i Male Gospe te već spomenutim naslovnikom župe, BDM. Župa Stup stavljena je pod nebesku zaštitu Blažene Djevice Marije, a patron joj je na svetkovinu Uznesenja BDM. Dekretom je službeno prihvaćena već uhodana vjernička praksa ovdašnjeg naroda gdje je Gospino štovanje bilo itekako prošireno osobito za blagdane Velike i Male Gospe. Od 1890. ovdje se nalazi katoličko groblje.
Mjesto bogoslužja bila je drvena kapelica na katoličkom groblju u kojoj se na oltaru štovala stara slika Majke dobrog savjeta iz osmanlijskog doba. Prvi župnik bio je rodom iz Moravske, Franjo Venhuda. Kad je došao pripremao je gradnju nove crkve, jer postojeća nije zadovoljavala vjerničke potrebe. Izgradio je veću kapelicu privremeno na zemljištu predviđenom za izgradnju nove crkve. U novu kapelicu prenesen je oltar s Gospinom slikom iz stare kapelice. Podignut je i župni stan. Od 1891. gradila se ova crkva prema projektu Josipa Vancaša i dovršena je 1892. godine. 15. kolovoza u čast Pomoćnici kršćana blagoslovio ju je kanonik dr. Anton Jeglič. Nova zavjetna slika zavjetna slika Pomoćnice kršćana donesena je 1893. godine.
Iz Dražovica iz Venhudie rodne Moravske stigla su zvona. Novi oltar dopremljen je vlakom. Bio je prevelik pa je uporabljena samo oltarska menza sa svetohraništem. Iznad svetohraništa postavljena je nova zavjetna slika Pomoćnice kršćana. Dar je kneginje Gabrijele Windischgratz, bečke umjetnice. Donesena je u župu 15. ožujka 1893. godine.
Štovanje Majke Božje toliko je naraslo do 1945. da su stupski župnici o svetkovini Velike Gospe naručivali posebne vlakove za hodočasnike iz Zenice, Konjica i šireg sarajevskog područja. Nadbiskupi Stadler i Šarić vrlo su držali do Gospe Stupske i htjeli su ovdje napraviti glavno marijansko proštenište u Vrhbosanskoj nadbiskupiji. Biskupska konferencija je zamislila i odobrila da je na Stupu je 15. kolovoza 1940. bila otvorena i proslavljena 1300. obljetnice kršćanstva u Hrvata. Strahoviti rat prekinuo je slavlje. Sve se završilo tek Nacionalnim euharistijskim kongresom 1984. u Mariji Bistrici. Te je godine obnovljena slika Majke dobrog savjeta iz kapelice.
Tijekom velikosrpske agresije na BiH srbočetničke postrojbe su 12. i 14. svibnja 1992. pogodile su stupsku crkvu nekolicinom zapaljivih projektila. Crkva je u potpunosti izgorjela i od nje su ostali samo samo nagorjeli zidovi, grede i klupe. Od izgaranja su preživjeli neki svetački kipovi i srećom je sačuvana zavjetna Gospina slika. U isto vrijeme su srpski ekstremisti pogodili iz teškog naoružanja i razorili novosagrađeni samostan sestara karmelićanki u Azićima. Prethodno su samostan opljačkali muslimanski ekstremisti. U vrijeme tih užasnih događaja mnogo je Hrvata katolika u strahu napustilo župu, a dio su ih protjerali. Tijekom 1994. raščišćene su ruševine župne crkve na Stupu i sv. mise su se slavile unutar preostalih zidina. 1997. je crkva opet pokrivena krovom te iznutra ožbukana. Interijer je pomogao urediti austrijski vojni ordinarijat na čelu s biskupom Christianom Wernerom. Kad je bila obnavljana, crkva je ukrašena drvenim mozaicima (intarzijama) po čemu je bila prva na svijetu. Austrijski umjetnik Werner Eigl napravio je od 1998. do 2000. oltare i postaje križnog puta u drvu.
Crkva je od 2006. nacionalni spomenik BiH.
Župna crkva je stožer koji okuplja sve katolike Hrvate naselja Stup.

## Vanjske poveznice
- Vrhbosanska biskupija  Arhivirana inačica izvorne stranice od 4. studenoga 2018. (Wayback Machine) Duhovna središta - Stup
- Jabuka.tv